# 習志野駐屯地
習志野駐屯地（ならしのちゅうとんち、JGSDF Camp Narashino）は、千葉県船橋市に所在する第1空挺団等が駐屯する陸上自衛隊の駐屯地である。

## 概要

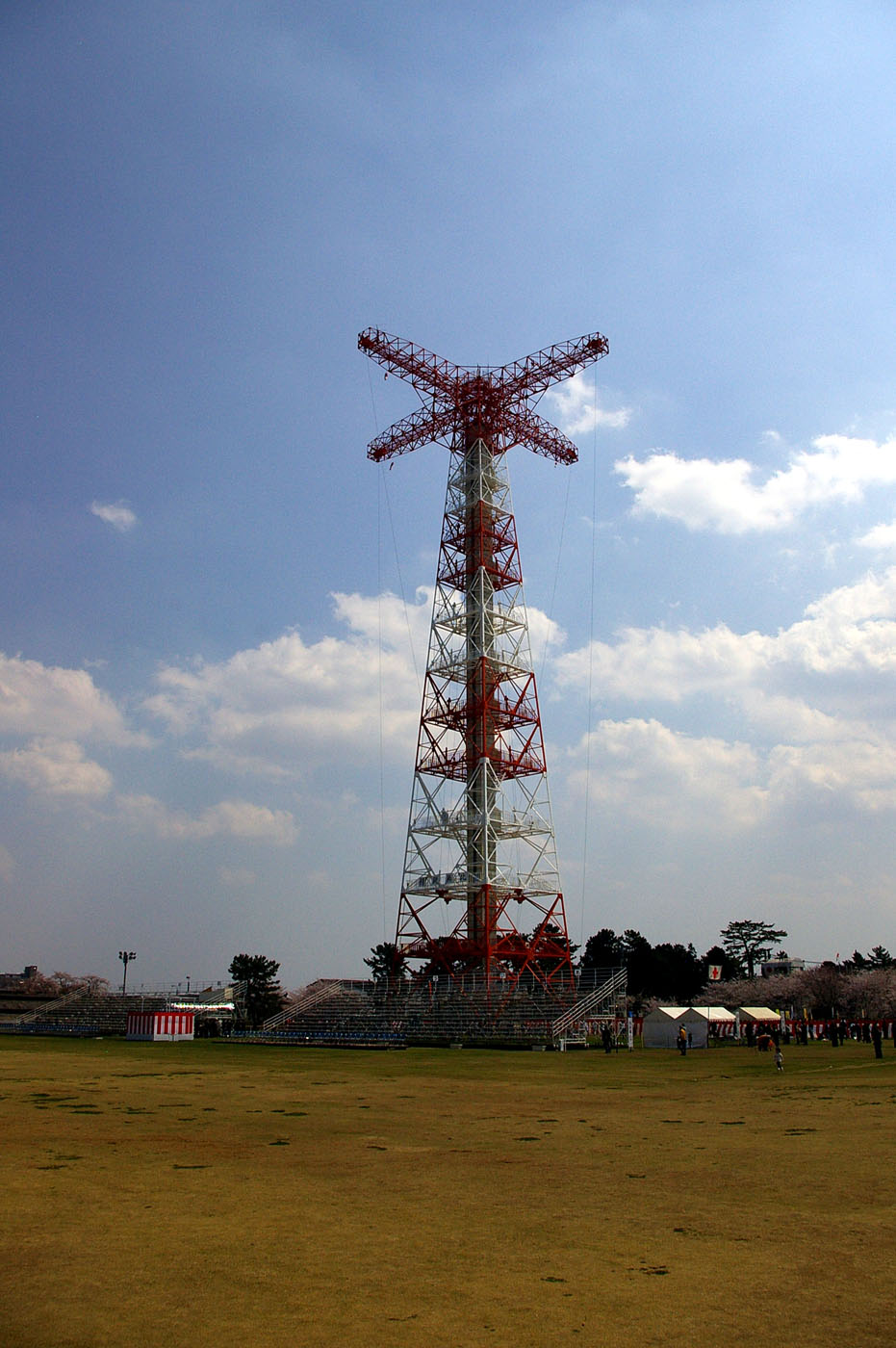
降下訓練塔

駐屯地司令は、第1空挺団長が兼任する。習志野駐屯地の習志野は、江戸時代は徳川幕府直轄の牧場の一部で大和田原と呼ばれていた。1872年（明治5年）に大日本帝国陸軍が錬兵場を設置し、翌1873年（明治6年）4月にこの地で行われた陸軍の大演習に明治天皇が臨まれた際に、その志に習うということから、この辺り一帯を広く習志野と呼んだことに由来し、隣接する習志野演習場の一部は船橋市習志野という地名になっている。

### 習志野演習場
近隣に習志野演習場があり、駐屯部隊の各種訓練に使用されている。空挺降下の訓練に使われる高さ80ｍの降下訓練塔は、海空の操縦訓練生のパラシュート訓練にも使われる。

### 習志野分屯基地
敷地には、隣接して航空自衛隊の習志野分屯基地（ならしのぶんとんきち、JASDF Narashino Vise-Base）があり、地対空ミサイル部隊である中部高射群第1高射隊が駐屯している。近接する習志野演習場の一角には、第1高射隊のミサイル発射場地区がある。

## 所在地等について
所在地は千葉県船橋市薬円台三丁目20番1号。敷地は八千代市にまたがっているが、習志野市とは市境を接するだけである。
「習志野駐屯地」という名称ではあるが、所在地は船橋市であり、習志野市には所在していない。これは習志野演習場も同様である（習志野演習場の南端がちょうど船橋市と習志野市の境界に当たる）。
これは「習志野」という地名を巡る歴史的経緯が影響している。
陸上自衛隊の駐屯地としての「習志野駐屯地」と航空自衛隊の基地としての「習志野分屯基地」は実質的には同じ敷地内にあり、公示住所も同一で、敷地内がフェンス等で区分されているわけでもないが、管轄としては陸上自衛隊と航空自衛隊とで別の駐屯地（基地）とされており、習志野分屯基地司令は習志野駐屯地司令とは別個に存在し、第1高射隊長が兼務している。

## 沿革
日本陸軍

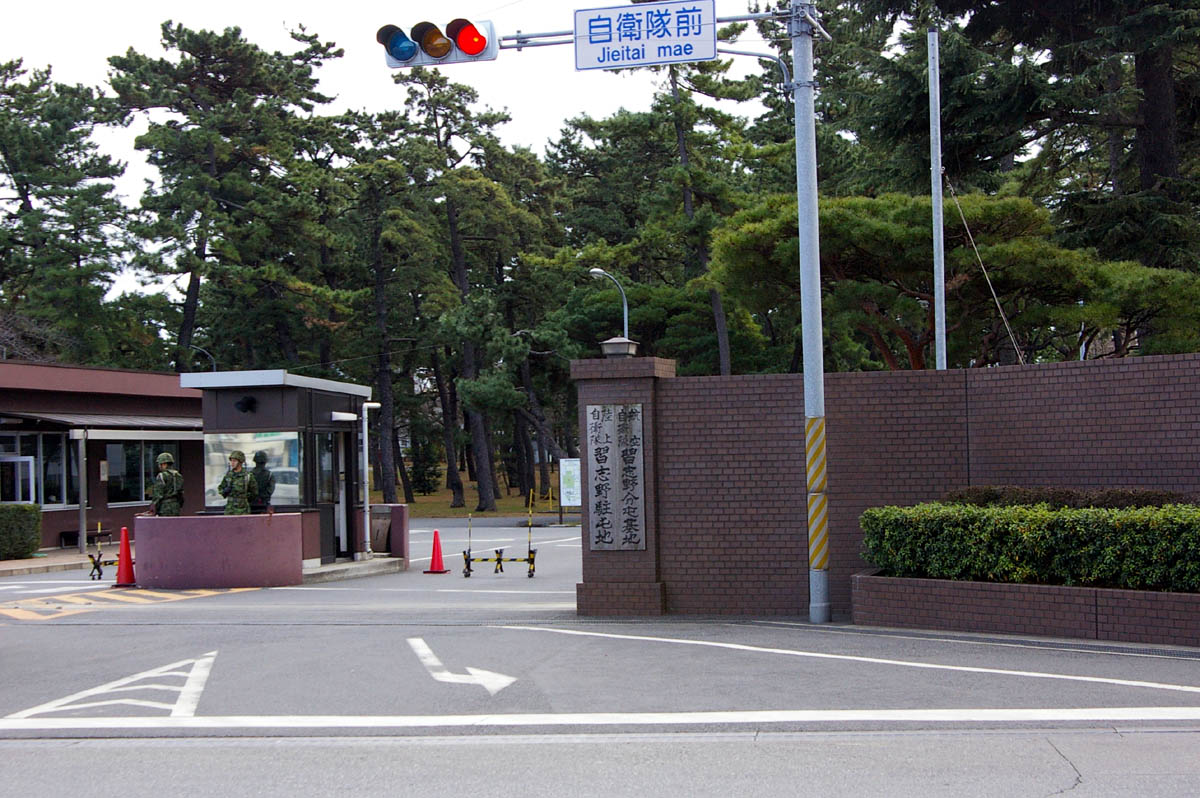
習志野駐屯地正門

- 1872年（明治5年）：陸軍錬兵場を設置。
- 1916年（大正5年）12月：陸軍騎兵実施学校が東京目黒から移駐。
- 1917年（大正6年）：陸軍騎兵学校に改称。

在日米軍（キャンプパーマー）

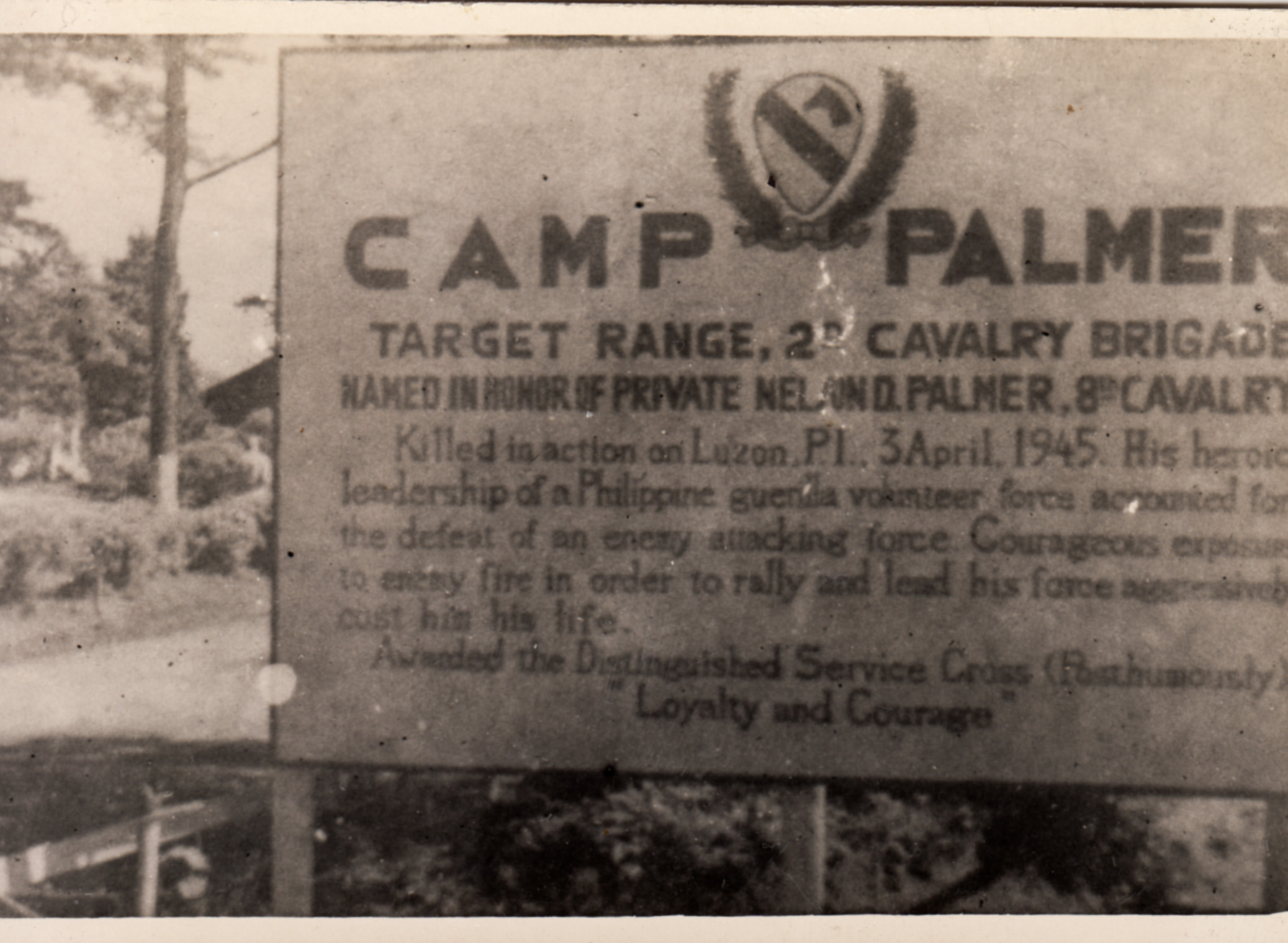
キャンプパーマー時代の看板

- 1945年（昭和20年）：陸軍騎兵学校の大半がキャンプパーマーとして米軍に接収される[3]。敷地南側の木造兵舎は1947年より法政大学が法政工業専門学校・千葉県習志野校舎として使用[4]。
- 1951年（昭和26年）10月1日、キャンプパーマー閉鎖[5]。

警察予備隊習志野駐屯地
- 1951年（昭和26年）
  - 5月1日：警察予備隊第1管区隊編成に伴い、第1通信中隊が習志野駐屯地に新編。
  - 6月3日：警察予備隊第1管区総監部久里浜分室が閉鎖され習志野に分室開設。
  - 7月29日：習志野営舎新設。
  - 8月7日：法政大学の移転により[3]、第1管区総監部が越中島駐屯地から移駐。
  - 11月19日：特科学校が開校。
  - 12月15日：第1管区総監部が練馬駐屯地に移駐。

保安隊習志野駐屯地
- 1952年（昭和27年）10月15日：警察予備隊が保安隊に改編。

陸上自衛隊習志野駐屯地
- 1954年（昭和29年）
  - 7月1日：陸上自衛隊へ移管[6]。
  - 8月19日：特科学校が陸上自衛隊富士学校に統合され廃止。
  - 8月20日：陸上自衛隊高射学校が設置。
  - 10月10日：第1特車大隊が相馬原駐屯地から移駐。
  - 12月：在日米軍からキャンプパーマーの敷地が返還され駐屯地を拡張[5]。
- 1955年（昭和30年）
  - 4月5日：臨時空挺練習隊が福岡・香椎駐屯地から移駐。
  - 8月31日：陸上自衛隊空挺教育隊が編成完結。
  - 12月7日：陸上自衛隊高射学校が下志津駐屯地に移駐。
- 1956年（昭和31年）
  - 1月15日：第107特科大隊が横浜駐屯地へ移駐。
  - 1月25日：陸上自衛隊空挺教育隊隷下に第101空挺大隊が編成。
- 1958年（昭和33年）
  - 5月8日：250フィート降下訓練塔が竣工。
  - 6月24日：第101空挺大隊が廃止。
  - 6月25日：第1空挺団が編成完結。
- 1962年（昭和37年）
  - 1月18日：第31普通科連隊が編成完結。
  - 1月20日：第1戦車大隊が駒門駐屯地に移駐。
  - 11月26日：第31普通科連隊が朝霞駐屯地に移駐。
- 1963年（昭和38年）
  - 1月17日：地対空ミサイルナイキ・エイジャックスを装備した第101高射大隊第1中隊（第1高射隊の前身）[7]、第2中隊が編成。
  - 5月：第101高射大隊第2中隊が武山駐屯地へ移駐。

- 1964年（昭和39年）4月1日：ナイキシステムが陸上自衛隊から航空自衛隊に移管となり、第101高射大隊第1中隊が航空自衛隊第1高射群に改編。
- 1973年（昭和48年）
  - 3月8日：第1空挺団空挺戦車小隊が空挺装甲輸送隊に改編。
  - 3月27日：第112地区警務隊が編成完結。
- 2004年（平成16年）3月29日：防衛庁長官直轄部隊として特殊作戦群が編成完結。
- 2007年（平成19年）3月28日：中央即応集団発足により、第1空挺団および特殊作戦群が中央即応集団隷下に隷属替え。
- 2008年（平成20年）3月26日：第112地区警務隊を第127地区警務隊に改編。
- 2018年（平成30年）3月27日：中央即応集団の廃止および陸上総隊発足により、第1空挺団・特殊作戦群が陸上総隊隷下に隷属替え。

## 駐屯部隊

### 陸上総隊隷下部隊
- 第1空挺団
- 特殊作戦群

### 東部方面隊隷下部隊
- 東部方面システム通信群
  - 第105基地システム通信大隊
    - 第320基地通信中隊
      - 習志野派遣隊
- 東部方面会計隊
  - 第316会計隊
- 習志野駐屯地業務隊

### 防衛大臣直轄部隊
- 警務隊
  - 東部方面警務隊
    - 第127地区警務隊

## 最寄の幹線交通
- 高速道路：京葉道路 花輪IC、常磐自動車道 柏IC、首都高速湾岸線 千鳥町出入口、谷津船橋インターチェンジ谷津船橋IC
- 一般道：国道14号、国道16号、国道51号、国道296号、国道464号、千葉県道8号船橋我孫子線、千葉県道57号千葉鎌ケ谷松戸線、千葉県道59号市川印西線、千葉県道61号船橋印西線、千葉県道69号長沼船橋線
- 鉄道：京成松戸線習志野駅
- 港湾：千葉港（特定重要港湾）、木更津港（重要港湾）
- 飛行場：成田国際空港（第一種空港）、下総航空基地、木更津飛行場（その他の飛行場）

## 重要施設
- 政府・行政関連
  - 宮内庁新浜鴨場（市川市）
  - 国土交通省関東地方整備局関東技術事務所（松戸市）
  - 放射線医学総合研究所（千葉市）
- 電力関連
  - 千葉火力発電所（千葉市中央区） - 出力288.0万kW、LNG。
  - 五井火力発電所（市原市） - 出力万188.6kW、石油・LNG。
  - 袖ケ浦火力発電所（袖ケ浦市） - 出力360.0万kW、LNG。
  - 姉崎火力発電所（市原市） - 出力360.0万kW、LNG・LPG・石油。
  - 富津火力発電所（富津市） - 出力504万kW、LNG。世界最大級の火力発電所
  - 新京葉変電所（船橋市） - 超高圧変電所。
  - 房総変電所（市原市） - 五井火力発電所や君津共同火力発電所の送電線を収容する超高圧変電所。首都圏電力供給の要。
  - 新野田変電所（野田市） - 日本最大出力、最大規模の超高圧変電所。
  - 新佐原変電所（香取市） - 超高圧変電所。
  - 新木更津変電所（木更津市） - 超高圧変電所。
  - 高柳開閉所（柏市） - 開閉所。高柳開閉所事務所兼東京電力東葛支社東葛制御所。
- ガス関連
  - 東京ガス袖ケ浦LNG基地（袖ケ浦市）- 世界最大のLNG基地。同社の都市ガスの約40%を製造するとともに、東京電力の3箇所の発電所に供給。
  - 出光興産千葉製油所（市原市） - 原油処理能力は日量22.0万バレル。
  - ジャパンエナジー富士石油袖ヶ浦製油所（袖ケ浦市） - 原油処理能力は日量19.2万バレル。
  - 極東石油工業千葉製油所（市原市） - 原油処理能力は日量17.5万バレル。
  - コスモ石油千葉製油所・同貯油設備（市原市） - 原油処理能力は日量24.0万バレル。貯蔵容量は約265.7万kl。
- 水道関連
  - 北総浄水場（印西市） - 水道局応急給水拠点
  - 柏井浄水所（千葉市） - 水道局応急給水拠点
  - 福増浄水所（市原市） - 水道局応急給水拠点
  - 栗山浄水場（松戸市） - 水道局応急給水拠点
  - 沼南給水場（柏市） - 水道局応急給水拠点
  - 松戸給水場（松戸市） - 水道局応急給水拠点
  - 船橋給水場（船橋市） - 水道局応急給水拠点
  - 北船橋給水場（船橋市） - 水道局応急給水拠点
  - 妙典給水場（市川市） - 水道局応急給水拠点
  - 成田給水場（成田市） - 水道局応急給水拠点
  - 幕張給水場（千葉市） - 水道局応急給水拠点
  - 園生給水場（千葉市） - 水道局応急給水拠点
  - 誉田給水場（千葉市） - 水道局応急給水拠点
- 鉄鋼関連
  - 新日鐵住金君津製鐵所（君津市） - 年間粗鋼生産量は約1000万トン（国内第2位）。
  - JFEスチール東日本製鉄所千葉地区（千葉市中央区） - 年間粗鋼生産量は、東日本製鉄所の約800万トン/年のうち約450万トン。
- 通信・航法関連
  - 銚子TACAN（銚子市）
  - NTT常世田無線基地局（銚子市）
  - JAXA勝浦宇宙通信所（勝浦市）
  - JSAT君津衛星管制センター（君津市）
  - 東京航空局御宿航空無線標識所（夷隅郡御宿町）・館山航空無線標識所・木更津航空無線標識所
- 自衛隊関連
  - 防衛装備庁次世代装備研究所飯岡支所（旭市）
  - 海上自衛隊市原送信所（市原市）
  - 海上自衛隊飯岡受信所（旭市）
  - 陸上自衛隊松戸駐屯地（松戸市） - 首都圏防空の一翼
  - 航空自衛隊柏送信所（柏市）

## イベント情報
駐屯地の一般公開は陸上自衛隊と航空自衛隊の合同で開催されており、「陸上自衛隊習志野駐屯地創立記念行事」と「航空自衛隊習志野分屯基地開庁記念行事」は毎年同日に行われている。

### 桜祭り
毎年4月第1週（第2週の場合もあり）の土曜、または日曜に行われる。

### 納涼夏祭り
毎年8月の第1土曜日から2日間開催される恒例の夏祭りである。落下傘訓練塔周辺の広場を中心に自衛隊側・市民側の多くの屋台が出され、近隣の住民が多く集ってくる。
自衛隊車両の体験試乗や落下傘体験、落下傘訓練塔を囲んでの盆踊りが行われる他、1日目には花火も打ち上げられる。花火開催日は周辺の路上や街区で見物をする人もいる。